# Хафел
Хафел је река у Немачкој. Дуга је 560 km. Извире код Нојштрелица, недалеко од града Фирстенберга на граници између Бранденбурга и Мекленбурга-Западне Помераније. Главна притока је Шпреја с ушћем у западном делу Берлина. Протиче кроз Мекленбург-Западну Померанију, Бранденбург, Берлин, Саксонију-Анхалт. Улива се у Лабу (Елбу) код Хафелберга. Проширена каналом Одра-Хафел, спаја Одру са Берлином и Лабом.
Градови који леже на овој реци су: Цеденик, Оранијенбург, Берлин, Потсдам, Вердер, Бранденбург, Премниц, Ратенов и Хафелберг.